# Spawn: In the Demon's Hand
Spawn: In the Demon's Hand est un jeu vidéo d'action développé et édité par Capcom en février 2000 sur système d'arcade Naomi. Le jeu est basé sur le comics Spawn. Il a été porté sur Dreamcast,.